# Valenzuela maritimus
Valenzuela maritimus är en insektsart som först beskrevs av Edward L. Mockford 1965.  Valenzuela maritimus ingår i släktet Valenzuela och familjen fransvingestövsländor. Inga underarter finns listade i Catalogue of Life.